# NWA World Historic Light Heavyweight Championship
L'NWA World Historic Light Heavyweight Championship (Campeonato Mundial Historico de Peso Semicompleto de la NWA in lingua spagnola) è un titolo della divisione dei pesi semi completi utilizzato dalla federazione messicana Consejo Mundial de Lucha Libre (CMLL). Questo titolo è in genere riservato ai lottatori che pesano tra i 92 e 97 kg, anche se questa restrizione del peso non viene sempre applicata.
Il titolo è attivo dal 2010, anno in cui fu introdotto per sostituire il NWA World Light Heavyweight Championship.

## Storia
La CMLL, nata come Empresa Mexicana de Lucha Libre (EMLL), introdusse un suo primo titolo dedicato alla divisione dei pesi semicompleti nel 1942, con il Mexican National Light Heavyweight Championship. Nel 1953 si unì alla NWA, ottenendo nel 1957 il controllo del NWA World Light Heavyweight Championship, che mantenne anche quando lasciò l'alleanza nel corso degli anni '80. Nel 1991 la EMLL cambiò nome in Consejo Mundial de Lucha Libre (CMLL) e introdusse dei propri titoli mondiali, tra cui il CMLL World Light Heavyweight Championship.
Nel 2010 la National Wrestling Alliance chiese dalla CMLL di smettere di promuovere i loro titoli, dal momento che la federazione non era più affiiliata alla NWA. Dopo un iniziale rifiuto, il 12 agosto 2010 la CMLL restituì alla NWA i suoi titoli, istituendo l'NWA World Historic Light Heavyweight Championship, mantenendo l'acronimo NWA nel nome ma non essendo più legato ai suoi titoli, e rendendo El Texano Jr. il campione inaugurale, in quanto detentore del corrispondente titolo NWA al momento del cambio.

## Albo d'oro
| Legenda  |                                                                               |
| -------- | ----------------------------------------------------------------------------- |
| #        | Indica il numero del regno titolato                                           |
| Regno    | Viene indicato il numero del regno del campione                               |
| Data     | La data in cui il titolo è stato vinto                                        |
| Località | Indica il luogo in cui il titolo è stato vinto                                |
| Note     | Indica notizie particolari riguardanti i cambi di titolo o altre informazioni |

| # | Campione      | Regno | Data             | Giorni | Località                   | Evento                             | Note | Fonti  |
| - | ------------- | ----- | ---------------- | ------ | -------------------------- | ---------------------------------- | --- | ------ |
| 1 | El Texano Jr. | 1     | 12 agosto 2010   | 124    | Città del Messico, Messico | Conferenza stampa all'Arena México | El Texano Jr. era il detentore del NWA World Light Heavyweight Championship quando la CMLL rese i titoli alla NWA, ragion per cui fu nominato campione inaugurale del nuovo titolo. | [ 4 ]  |
| 2 | Shocker       | 1     | 14 dicembre 2010 | 163    | Città del Messico, Messico | CMLL Lucha Libre on CadenaTres     | | [ 5 ]  |
| — | Vacante       | —     | 26 maggio 2011   | —      | —                          | —                                  | Il titolo fu reso vacante in seguito ad un infortunio di Shocker | [ 6 ]  |
| 3 | Rey Bucanero  | 1     | 21 giugno 2011   | 714    | Città del Messico, Messico | CMLL Lucha Libre on CadenaTres     | In un torneo per riassegnare il titolo vacante, sconfiggendo in finale El Hijo del Fantasma.                                                                                        | [ 7 ]  |
| 4 | Diamante Azul | 1     | 4 giugno 2013    | 629    | Città del Messico, Messico | CMLL Lucha Libre on CadenaTres     | | [ 8 ]  |
| — | Vacante       | —     | 23 febbraio 2015 | —      | —                          | —                                  | Il titolo fu reso vacante quando Diamante Azul smise di lavorare con il CMLL. |        |
| 5 | Rey Bucanero  | 2     | 8 marzo 2015     | 605    | Città del Messico, Messico | Titanes del Ring                   | In un torneo per riassegnare il titolo vacante, sconfiggendo in finale La Sombra.                                                                                                   | [ 9 ]  |
| 6 | Hechicero     | 1     | 2 novembre 2016  | 650    | Città del Messico, Messico | Dia de Muertos                     | | [ 10 ] |
| 7 | Stuka Jr.     | 1     | 14 agosto 2018   | 1.635  | Città del Messico, Messico | CMLL Martes de Arena Mexico        | | [ 11 ] |
| 8 | Atlantis Jr.  | 1     | 4 febbraio 2023  | 768+   | Città del Messico, Messico | CMLL Martes de Arena Mexico        | | [ 1 ]  |